# Кондратович, Алексей Иванович
Алексей Иванович Кондратович (28 февраля 1920, д. Каменка (ныне в черте Зеленограда), Московская область — 16 июля 1984, Москва) — русский советский писатель, литературный критик, заместитель главного редактора журнала «Новый мир».

## Биография
Бабушка по матери, Мария Степановна, воспитывалась как своя дочь бездетной четой Прянишниковых, в замужестве стала крестьянкою. Отец был сыном мастера на ткацкой фабрике (Прохоровской мануфактуре)
Детство провёл возле железнодорожной станции Крюково под Москвой.
Окончил МИФЛИ, сокурсником был Сергей Наровчатов. Продолжил обучение в аспирантуре. Ещё студентом начал писать стихи. С началом Великой Отечественной войны оказался вместе с институтом в эвакуации в Ашхабаде. С февраля до июля 1942 года был начальником республиканского клуба НКВД.
Не подлежащий призыву из-за перенесённой в 1940 году болезни (церебральный арахноидит), по комсомольскому призыву пошёл в армию добровольцем — в 1942 году получил направление в газету Карельского фронта «В бой за родину». Ровно через год был призван в армию уже официально, а в декабре 1943 года получил первое офицерское звание. 
В 1945 году был переведён на 1-й Дальневосточный фронт в газету «Сталинский воин», оттуда в 1946 году в Москву, в газету «Сталинский сокол». Перед тем, во время краткосрочной командировки в Москву, женился. В 1952 году демобилизовался под предлогом «по состоянию здоровья».
В 1952 году пришёл в редколлегию журнала «Новый мир», после снятия А. Т. Твардовского (1954) сотрудничал в журнале «Октябрь», потом в газете «Советская Россия» и журналах «Москва» и «Театральная жизнь». С 1958 по 1970 год снова в журнале «Новый мир», заместитель А. Т. Твардовского на посту главного редактора.
В Союз советских писателей смог вступить лишь с третьей попытки (1979), рекомендации дали Гавриил Троепольский, Иван Козлов и Александр Дементьев.
Мемуарист, биограф А. Т. Твардовского

## Оценки современников
Артём Анфиногенов: 
Я застал то время, когда пушкинское «Друзья мои, прекрасен наш союз!» с новой силой и по-новому воскресало в особняке на Поварской. Обсуждения «крамольной» повести Анатолия Приставкина, проблемных очерков и острой публицистики Юрия Черниченко, Юрия Нагибина, Алеся Адамовича, Сергея Залыгина, Юрия Карякина, Аркадия Ваксберга, Николая Шмелёва, Василия Селюнина, Даниила Гранина, Алексея Кондратовича, других авторов проходили в битком набитых аудиториях. Эти диспуты отвечали творческим интересам писателей-единомышленников, получали широкий резонанс, формировали общественное мнение по коренным вопросам жизни народа…
Владимир Войнович: 
Самым завистливым был, по-моему, Алексей Кондратович, который нашёптывал Твардовскому, что Ася (Анна Самойловна Берзер) возомнила, будто без неё «Новый мир» не может быть тем, что он есть.